# Condado de Van Buren (Iowa)

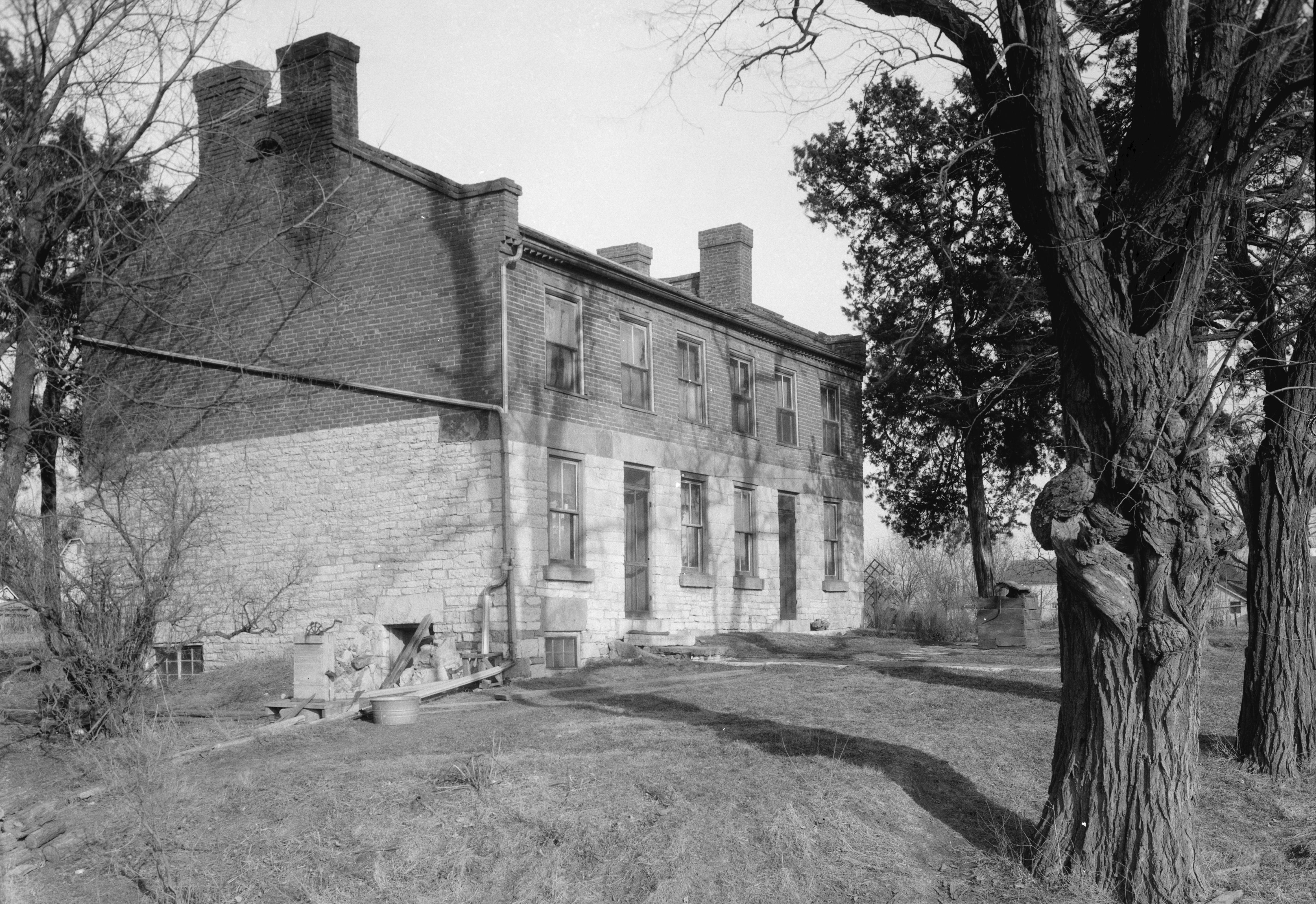
A Franklin Pearson House em Keosauqua, sede do condado de Van Buren, Iowa

O Condado de Van Buren é um dos 99 condados do estado norte-americano de Iowa. A sede do condado é Keosauqua, que é também a sua maior cidade. O condado tem uma área de 1271 km² (dos quais 15 km² estão cobertos por água), uma população de 7809 habitantes, e uma densidade populacional de 6 hab/km² (segundo o censo nacional de 2000). O condado foi fundado em 1851 e recebeu o seu nome em homenagem a Martin Van Buren (1782–1862), senador, diplomata, governador de Nova Iorque, vice-presidente dos Estados Unidos (1833-1837) e depois o oitavo presidente dos Estados Unidos (1837-1841).